# Anableps anableps
El pez de cuatro ojos, (Anableps anableps) es una especie de pez de la familia de los cuatro ojos.

## Descripción física
El cuerpo es alargado y cilíndrico, mientras que la cabeza es plana, con ojos saltones. La parte posterior es plana y la aleta dorsal es pequeña y se ubica más atrás en el lomo. Las aletas pectorales son amplias. El lomo es de color verde oliva a gris y los flancos son de color gris-amarillo al blanco con un color violeta a irisaciones blancas bajo ciertas luces. El ojo se divide en dos partes separadas por un estrecho puente de tejido. Y están bien protegidos por una cavidad ósea llamada estron.

## Longitud
Puede llegar a medir hasta 30 cm de longitud.

## Distribución
Se distribuye en las áreas costeras del sur de México, Centroamérica, Guayana, Venezuela y la Amazonia brasileña.

## Hábitos
Se trata de un pez que se mantiene en grupos de 6 o más individuos. Hábitan en ríos y estuarios de aguas salobres.
La parte superior de los ojos, es la que sobresale por encima del agua, y permite detectar depredadores que acechan sobre el agua.

## Reproducción
Los peces son maduros alrededor de los 8 meses de edad, cuando los peces miden de 15-20 cm. Después de un período de gestación de ocho semanas, crías nacen con una longitud de 07.05 cm. 
Los machos cuentan con un gonopodio y se tuerce hacia la derecha o la izquierda para ubicar el orificio genital de la hembra.

## Alimentación
Se alimentan de peces, lombrices, insectos voladores, larvas de insectos y crustáceos. Se alimentan en la superficie y rara vez toman alimentos del fondo. 